# 国际油污损害民事责任公约
国际油污损害民事责任公约（英語：International Convention on Civil Liability for Oil Pollution Damage），简称1969年责任公约（英語：CLC 1969），是1969年国际海事组织（时称政府间海事咨询组织）制订的国际公约。公约在比利时布鲁塞尔通过，于1975年6月19日生效，保存人是国际海事组织秘书长。

## 背景
缔约国意识到由于遍及世界的海上载运散装油类而出现的污染危险，确信有必要对由于船舶逸出或排放油类造成污染而遭受损害的人员给予适当的赔偿，本着通过统一的国际规则和程序以便确定在上述情况下的责任问题并提供适当赔偿的愿望，议定公约条款。

## 内容
公约适用于在缔约国领土和领海上发生的污染灾害和为防止或减轻这种损害而采取的预防措施。
公约（第3条第1款）规定在事件发生时，船舶所有人应对所造成的污染损害负责；（第4条）规定如发生两艘或多艘船舶逸出或排放油类而造成损害，则全部有关船舶的所有人（除非依第3条免责），都应对按情理分不开的损害负责。
公约（第5条）还规定了赔偿金额等。
公约附录规定了关于油污损害民事责任保险或其他财务保证证书的格式。

## 例外
公约（第3条第2款、第3款）规定了船舶所有人不负责任的例外情况：
1. 由于战争行为、敌对行为、内战或武装暴动，或特殊的、不可避免的和不可抗拒性质的自然现象所引起的灾害；
2. 完全由于第三者有意造成损害的行为或怠慢所引起的损害；
3. 完全由负责灯塔或其他助航设备的政府或当局在执行其职责时，疏忽或其他过失行为所造成的损害；
4. 所有人证明污染损害完全或部分地由于遭受损害人有意造成损害的行为或怠慢而引起，或由于该人的疏忽所造成。[4]